# 울진 광도사 신중도
울진 광도사 신중도(蔚珍 廣度寺 神衆圖)는 대한민국 경상북도 울진군 후포면 후포리, 광도사에 있는 신중도이다. 2018년 7월 16일 경상북도의 문화재자료 제662호로 지정되었다.

## 지정 사유
이 신중도는 세로 171.5㎝, 가로 223.5㎝의 규모로 비단 여섯 폭을 가로로 연결하여 하나의 화면을 이루고 있다. 전반적으로 훼손이 심한 편이나, 화기(畵記)를 통해 울진(蔚珍)이라는 봉안 지역을 확인할 수 있으며 불화의 양식과 시주자명을 통해 19세기 중반 경으로 조성시기를 추정할 수 있다. 조선 후기 신중도 가운데 28위의 신중을 한 화폭에 담아 구성한 불화로서 병풍을 배경으로 천룡과 천부상을 구분하여 권속을 배치한 공간미와 구도를 잘 살린 작품이다.
이채색불화의 흐름을 잘 보여주는 작품으로서 19세기 신중도의 도상 연구에 학술적 가치를 지닌다.

## 참고 문헌
- 울진 광도사 신중도 - 국가유산청 국가유산포털